# Limothrips denticornis
Espèce
Limothrips denticornis (le thrips des céréales) est une espèce d'insectes thysanoptères de la famille des Thripidae.